# Erbbegräbnis

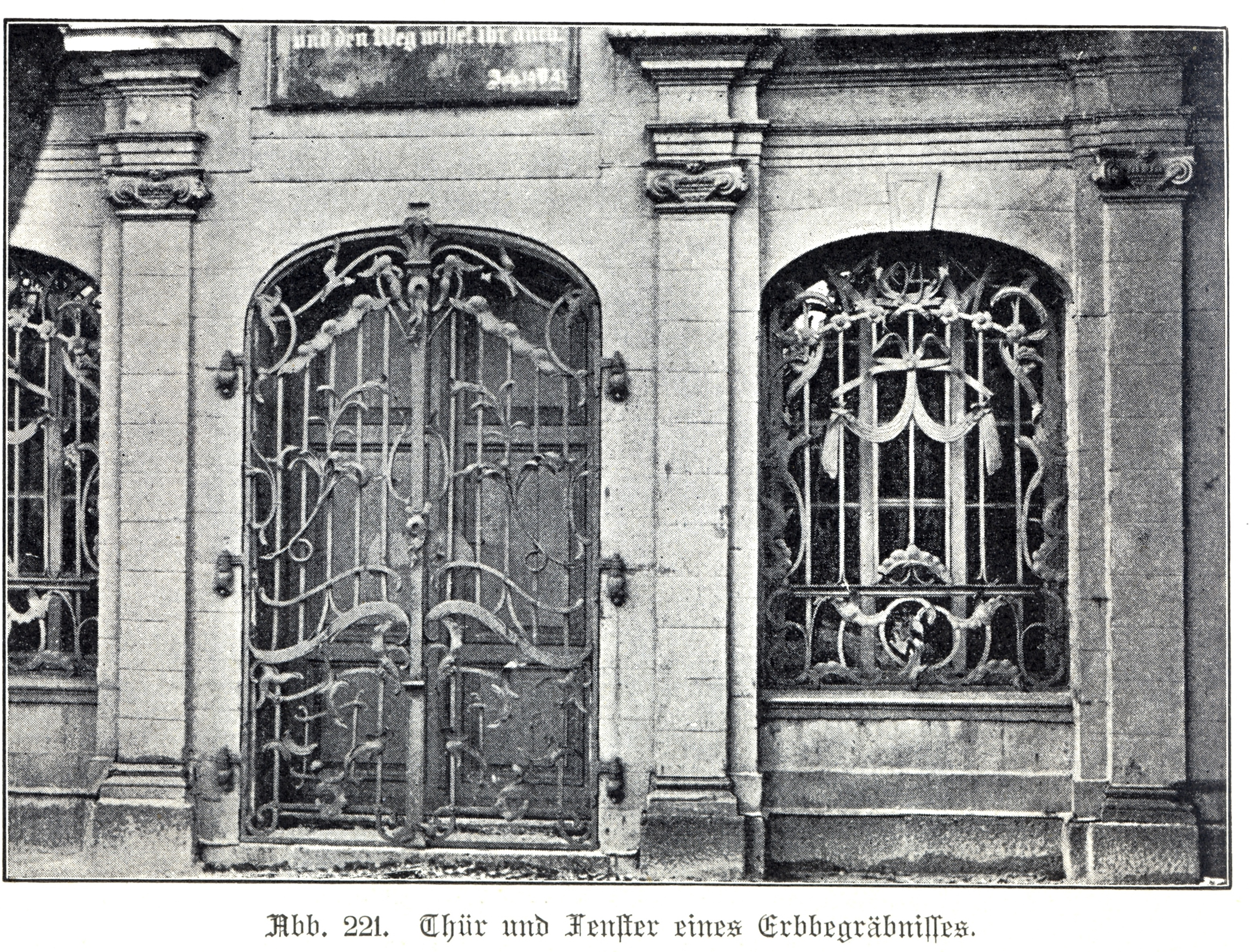
Erbbegräbnis in Königsberg

Ein Erbbegräbnis (auch Erbbegräbnisstätte, offizielle Abkürzung in der deutschen Grundkarte Erbbgr.) oder eine Grablege ist ein bestimmter Platz, für den eine Familie oder ein Geschlecht das vererbliche Recht auf Nutzung zur Bestattung der Überreste ihrer verstorbenen Mitglieder hat.

## Zweck
Im Allgemeinen werden dort über einen langen Zeitraum hinweg Särge und/oder Urnen einer oder weniger Familien beigesetzt. Der Begriff bezieht sich somit auf die Funktion einer Grabstätte, nicht jedoch auf ihre Gestaltung. Ein Erbbegräbnis kann zum Beispiel als Erdgrab, Gruft oder Mausoleum angelegt oder als Grabkapelle gestaltet sein. Sowohl Einzel- als auch Mehrfachbestattungen sind möglich. Im weiteren Sinne bezeichnet der Begriff die Begräbnisstätte einer Familie (lateinisch: sepulcrum patrium, tumulus gentilicius, sepulcrum familiare).

## Ort
Der Platz kann entweder auf einem großen kirchlichen oder öffentlichen Friedhof liegen oder fernab davon, in diesem Fall bedürfen die Erbbegräbnisstätten einer entsprechenden Genehmigung aufgrund des Friedhofszwangs und sie sind auf der deutschen Grundkarte mit der Abkürzung Erbbgr. verzeichnet. Erbbegräbnisse fürstlicher und adliger Familien finden sich zumeist in von ihnen gestifteten Klöstern und Kirchen. Die Familien des Städtischen Patriziats erwarben eigene Grabkapellen in den Kirchen der Städte.

## Nutzungsrecht
Soweit auf öffentlichen Friedhöfen eine begrenzte Nutzungszeit vereinbart war, kann oder konnte diese von den Familienangehörigen vor ihrem Ablauf gegen entsprechende Bezahlung oder anderweitige Vergütung erneuert werden, um die Grabstelle weiterhin als solche zu nutzen. In Teilen von Niedersachsen ist der Begriff Beweinkaufung noch heute gebräuchlich für die Verlängerung des Nutzungsrechtes einer Familiengrabstätte mit verschiedenen Grabstellen.
Einige Städte und Gemeinden in Deutschland haben den Besitzern entsprechender Flächen ein Nutzungsrecht verliehen, das nach gewisser Zeit (beispielsweise 100 Jahre) abläuft. In der Stadt Velten beispielsweise erloschen diese Nutzungsrechte 2012, zu diesem Zeitpunkt ging dann die Fläche in den Besitz der Stadt über und danach durften dort keine weiteren Bestattungen mehr vorgenommen werden.

## Erbbegräbnis in der Literatur
In der Bibel ist mehrfach von einem Erbbegräbnis die Rede.
Theodor Fontanes Gedicht Meine Gräber beginnt mit den folgenden Zeilen:

„Kein Erbbegräbnis mich stolz erfreut,
 Meine Gräber liegen weit zerstreut,
 Weit zerstreut über Stadt und Land,
 Aber all in märkischem Sand.“

## Bekannte Erbbegräbnisstätten
- Asseburg’sches Erbbegräbnis

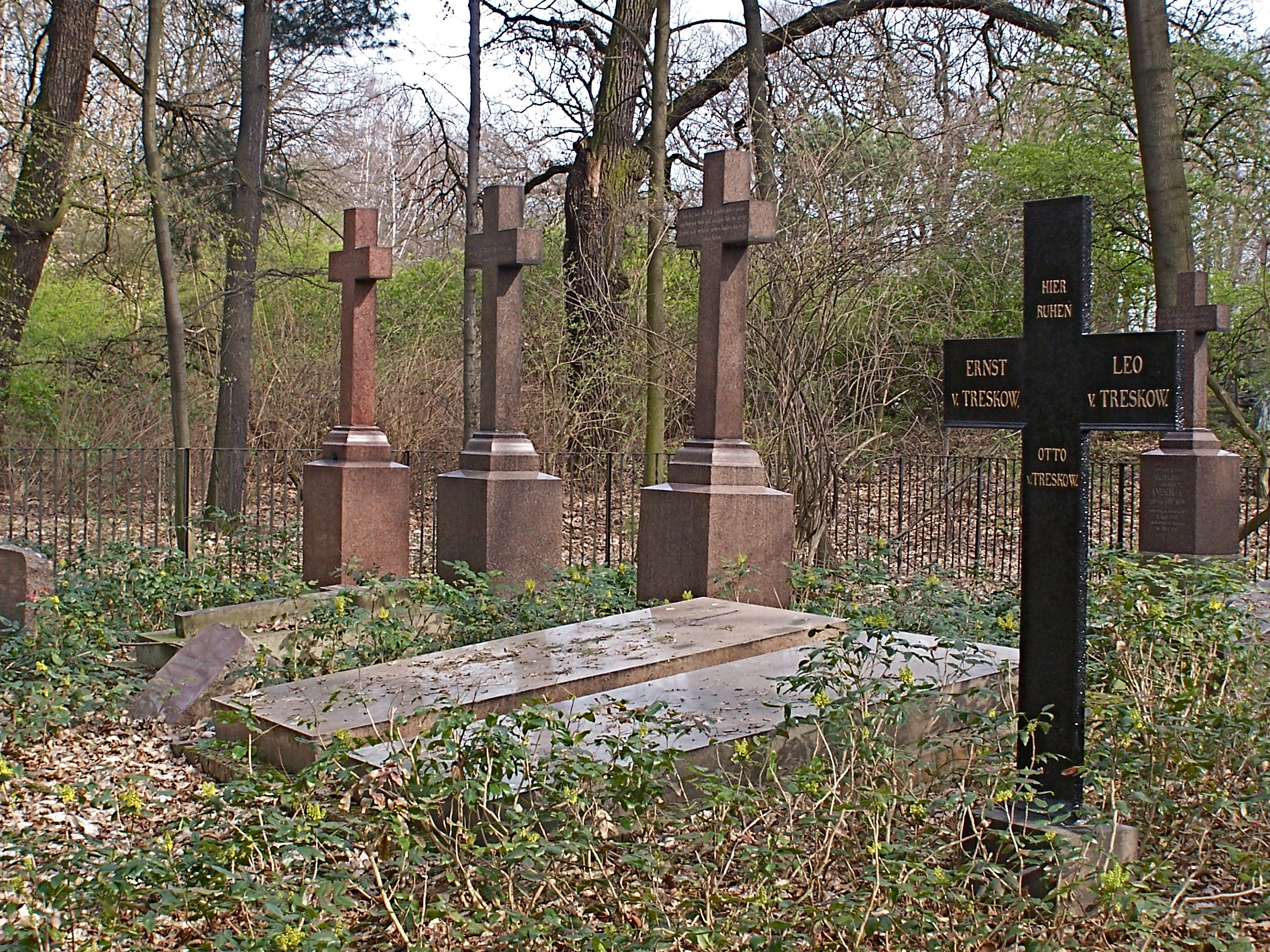
Erbbegräbnisstätte der Familie von Treskow-Friedrichsfelde

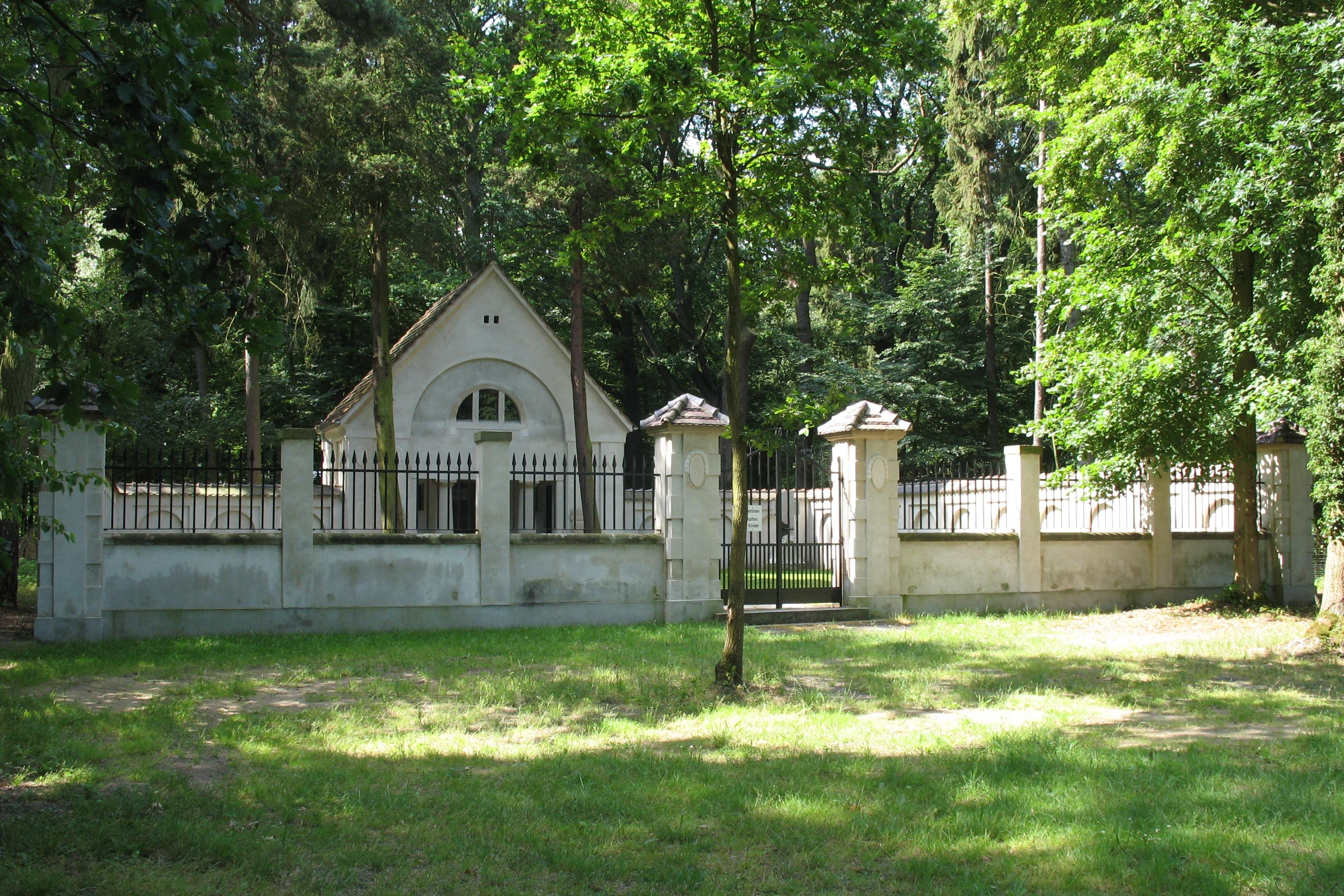
Begräbnisstätte der von Rochow in Reckahn

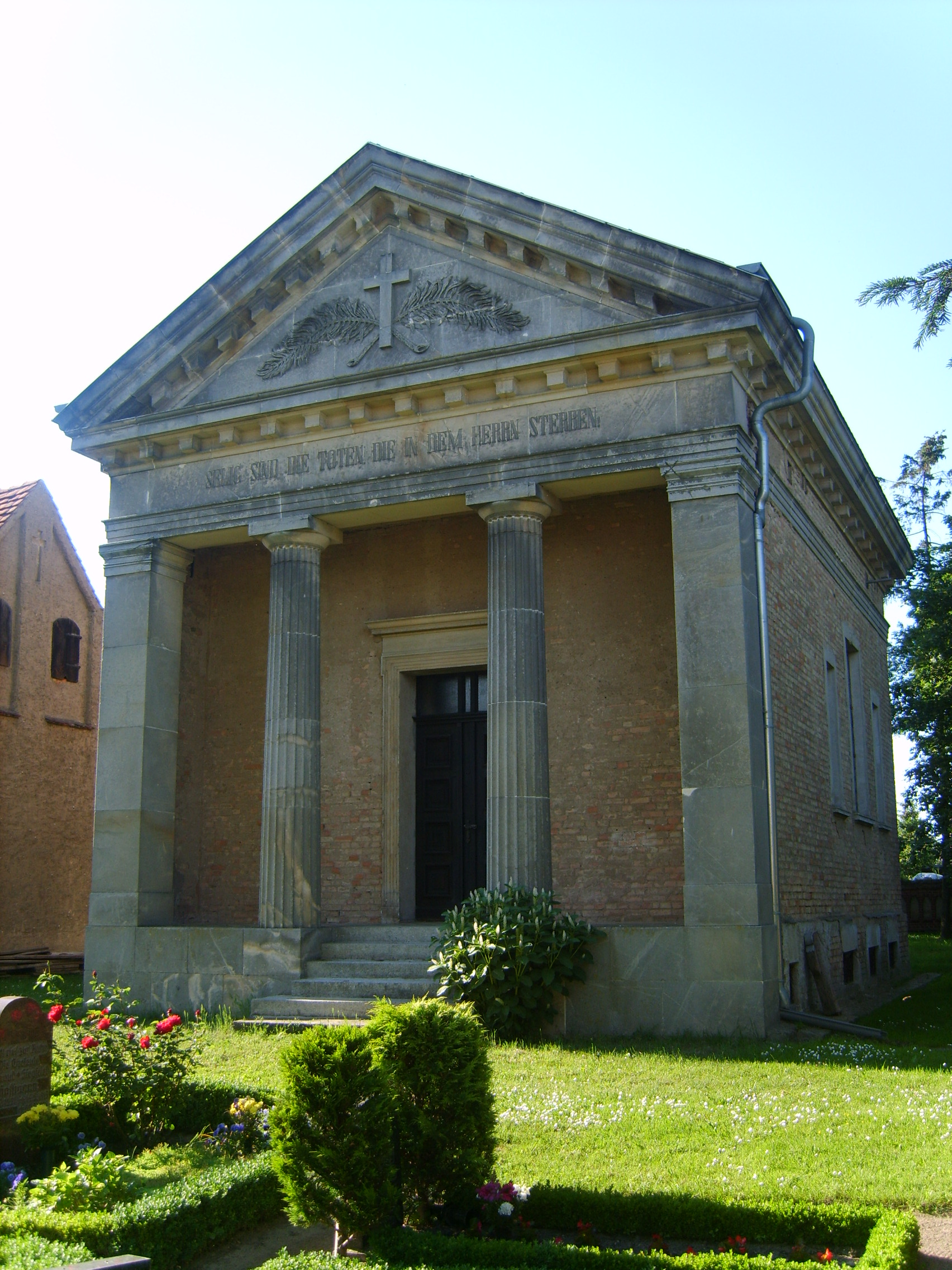
Mausoleum der Familie von Borken-Auerose

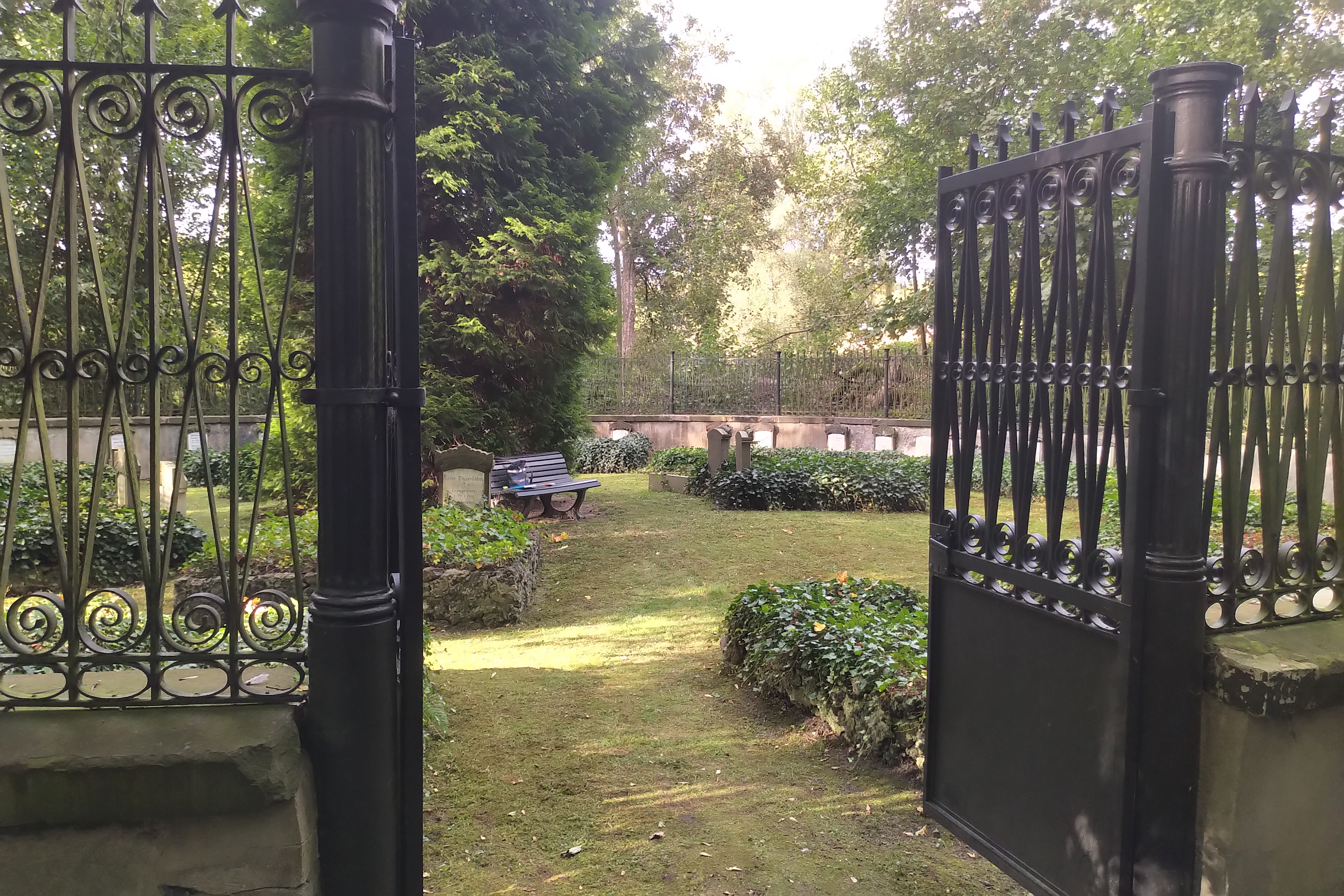
Privatfriedhof Müllensiefen vom Parkplatz aus gesehen

- Erbbegräbnisstätte derer von Arnim im Schlosspark von Boitzenburg (Uckermark)
- Erbbegräbnisstätte der Familie von Treskow-Friedrichsfelde
- Erbbegräbnis der Familie von Lestwitz-Itzenplitz in Kunersdorf (vormals Cunersdorf) bei Wriezen
- Erbbegräbnisstätte der Familie Beringer
- Erbbegräbnis der Familie Bohm
- Erbbegräbnisstätte Harkort
- Familiengrabstätte der Familie von Humboldt im Park des Schlosses Berlin-Tegel
- Fürstengruft, generell eine Erbbegräbnisstätte (ehemaliger) fürstlicher Geschlechter
- Mausoleum Knoop der Familie des Textilkaufmanns Baron Knoop auf dem Waller Friedhof in Bremen[6]
- Kassengewölbe in Weimar
- Privatfriedhof Müllensiefen in Witten Crengeldanz